# Kettenschleppschiff

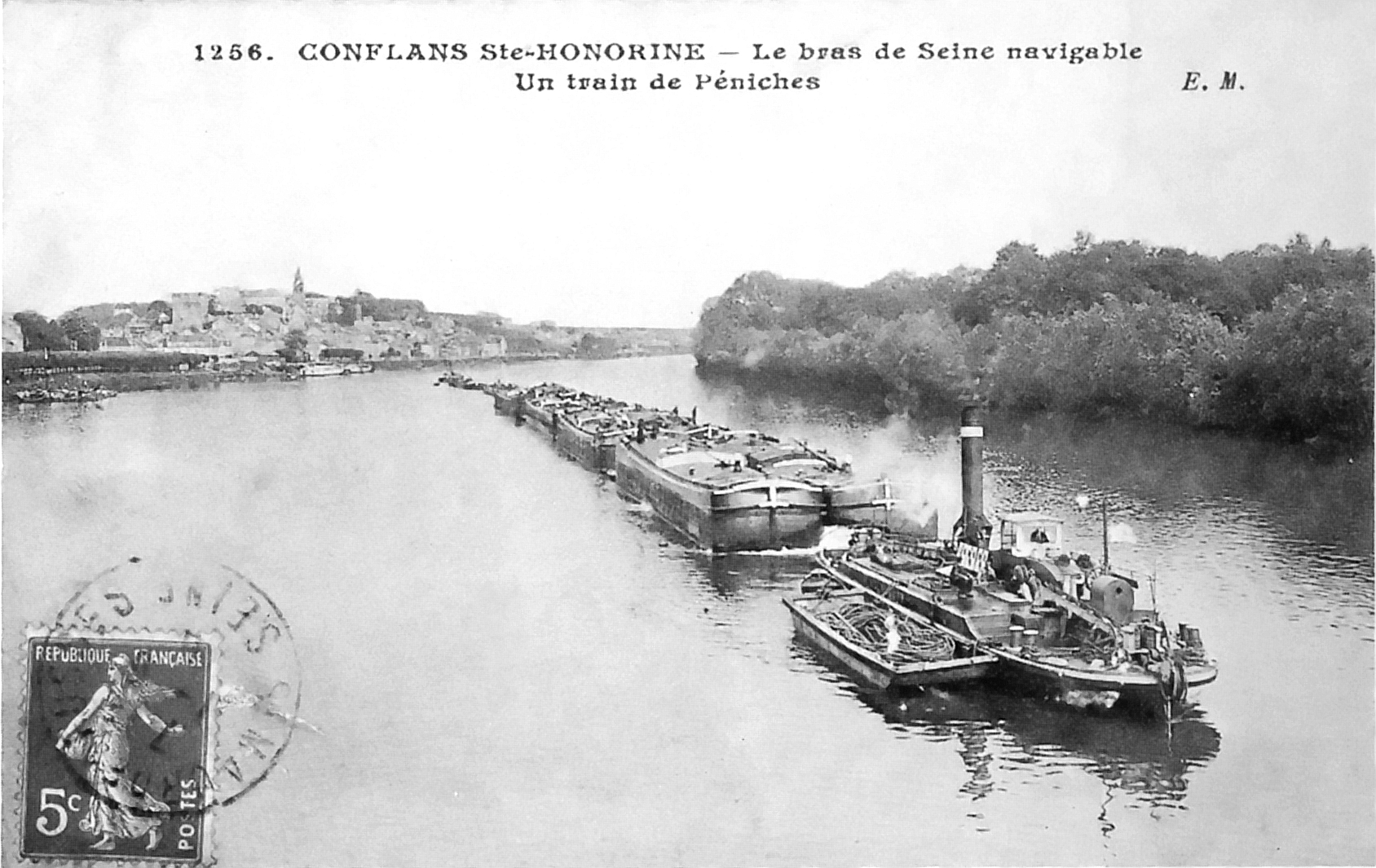
Kettenschiffschleppverband auf der Seine, Frankreich, frühes 20. Jahrhundert

Kettenschleppschiffe (auch Kettenschlepper, Kettendampfer, Kettenschiffe oder französisch toueur genannt) waren in der zweiten Hälfte des 19. und in der ersten Hälfte des 20. Jahrhunderts auf vielen europäischen Flüssen eingesetzte Schiffe, die sich entlang einer längs im Flussbett verlegten stählernen Kette vorwärts zogen und die Kettenschifffahrt begründeten. Die durch je eine Dampfmaschine angetriebenen Flussschiffe zogen mehrere Lastkähne hinter sich her.
Die Kette wurde am Bug des Schiffes über eine Verlängerung (Ausleger) aus dem Wasser gehoben und über das Deck entlang der Schiffsachse zum Kettenantrieb in der Mitte des Schiffes geführt. Die Kraftübertragung von der Dampfmaschine auf die Kette erfolgte meist über ein Trommelwindwerk. Von dort führte die Kette über das Deck zum Ausleger am Heck und wieder zurück in den Fluss. Durch die seitliche Beweglichkeit des Auslegers und die beiden sowohl vorne als auch hinten angebrachten Ruder war es möglich, die Kette auch bei Flussbiegungen wieder in der Flussmitte abzulegen.

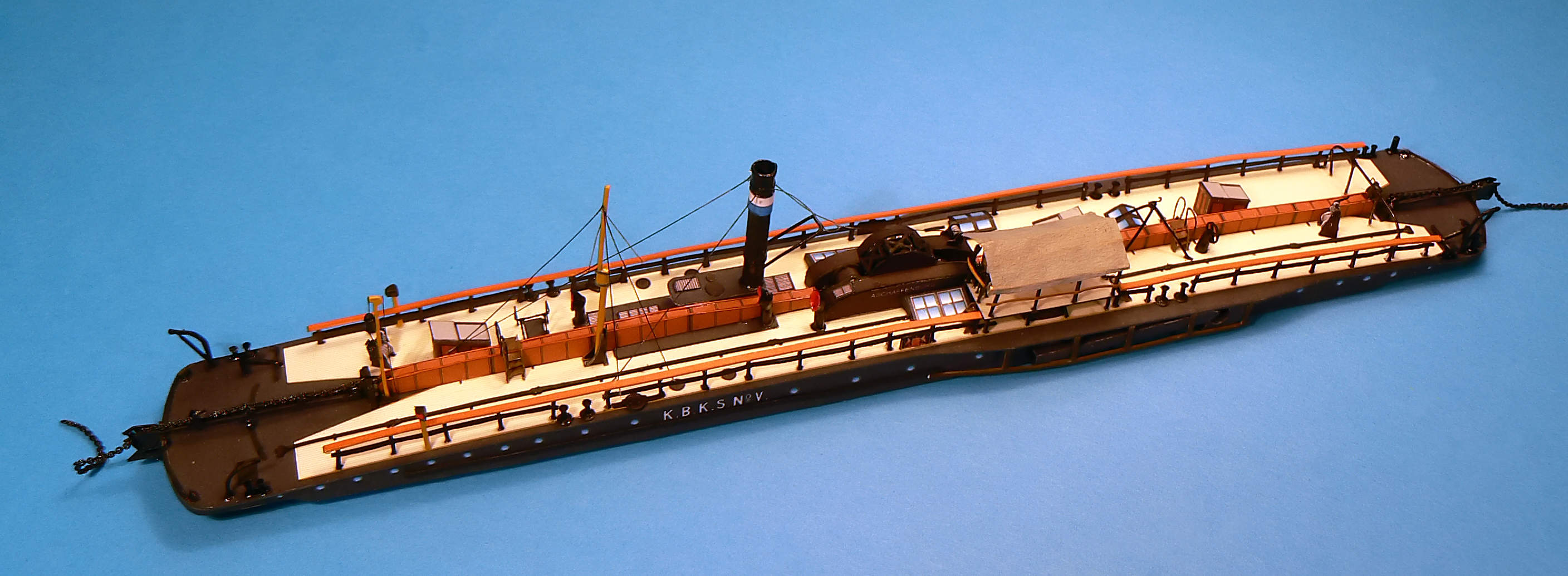
Modell des bayerischen Kettenschleppschiffs K.B.K.S. No. V

## Geschichte

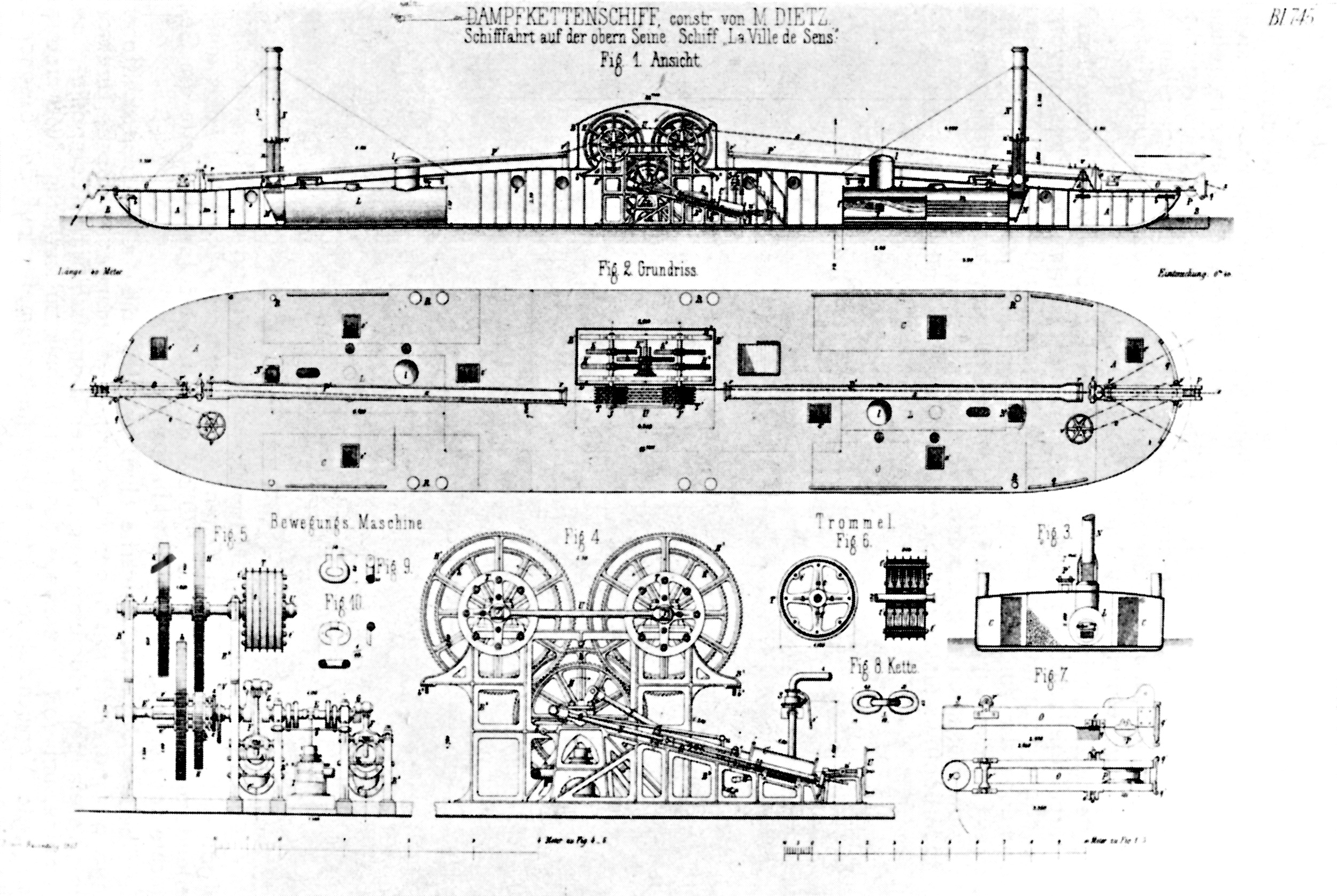
Konstruktionszeichnung des französischen Kettenschiffs „La Ville de Sens“ (1850)

Die Kettenschifffahrt revolutionierte zu Beginn der Industrialisierung in der zweiten Hälfte des 19. Jahrhunderts die Binnenschifffahrt und löste das bis dahin übliche Treideln ab. Der Kettenantrieb der Kettendampfer nutzte die noch geringe Leistung der damaligen Dampfmaschinen optimal aus. Außerdem waren die Schiffe besonders an die schwierigen Bedingungen der Flussläufe dieser Zeit mit starker Strömung und geringer Wassertiefe angepasst. Dadurch kam es zur Verbreitung der Kettenschifffahrt auf vielen Flüssen in Europa. In der ersten Hälfte des 20. Jahrhunderts verdrängten die immer leistungsfähigeren Radschleppdampfer die Kettendampfer, zumal die Kanalisierung der Flüsse die Vorteile der Raddampfer weiter verstärkte.
Erste Entwicklungen und technische Vorstufen der Kettenschiffe gab es bis zur Mitte des 19. Jahrhunderts vor allem in Frankreich (→ Hauptartikel: Kettenschifffahrt). Zum Prototyp aller späteren Kettendampfer auf Elbe, Neckar und Main wurde der französische Kettendampfer „La Ville de Sens“, der von dem deutschen Ingenieur M. Dietz um 1850 in Bordeaux gebaut wurde und auf der oberen Seine zwischen Paris und Montereau zum Einsatz kam. Sein technisch sehr weit entwickeltes Funktionsprinzip und die maschinellen Einrichtungen sind zum Vorbild aller späteren europäischen Kettendampfer geworden.

## Form des Schiffsrumpfes
Das Deck der symmetrisch aufgebauten Schiffe reichte am Bug und Heck des Schiffes nahezu bis zur Wasseroberfläche hinunter. Diese Bauart verringerte die notwendige Kraft zum Heben der Schleppkette am Bug des Schiffes, dadurch verringerte sich auch der Tiefgang am Bug des Schiffes. Die größere Höhe in der Mitte des Schiffes erlaubte gleichzeitig eine leichtere Unterbringung der Dampfmaschine. Diese Form des Schiffsdecks ist typisch für alle später gebauten Kettenschleppschiffe.
Kettenschleppschiffe wurden bevorzugt auf Flüssen mit geringer Wassertiefe und starker Strömung eingesetzt. Daraus resultiert der flache, ebene Boden der Schiffe. Für besonders geringe Wassertiefe optimierte Kettenschiffe hatten im unbeladenen Zustand einen Tiefgang von nur 40 bis 50 Zentimetern. Voll mit Kohle beladen, erhöhte sich der Tiefgang auf etwa 70 bis 75 Zentimeter. Dieser geringe Tiefgang erlaubte den Schiffstransport auch in trockenen Sommermonaten, in denen der Wasserstand der Flüsse sehr niedrig sein konnte.
Kürzere Kettenschiffe (Länge 30 bis 40 m, Breite 5 bis 6 m) waren wendiger und hatten Vorteile auf engen Flüssen mit vielen Biegungen, zum Beispiel auf der Saale. Längere Kettenschiffe (Länge 45 bis 55 m, Breite 7 bis 10 m) waren auf Flüssen von Vorteil, die eine relativ große Wassertiefe besitzen wie zum Beispiel die Elbe. Je tiefer ein Gewässer ist, umso größer ist der Anteil der Kraft, die zum Aufheben der schweren Kette aufgewendet werden muss. Der Bug des Schiffes wird stärker nach unten gezogen. Bei größeren Kettenschiffen ist dieser Effekt geringer.
Der Schiffsrumpf selbst war aus Eisen oder Holz gefertigt und konnte leichten Grundberührungen widerstehen. Kam es trotzdem zu einem Leck, so war der Rumpf im Inneren zusätzlich durch mehrere wasserdichte Schottwände in abgeschlossene Bereiche abgeteilt, die ein Sinken des Schiffes verhindern. Unter Deck befanden sich neben der Dampfmaschine und den Kohlenbunkern auch die Mannschaftsräume der Besatzung.

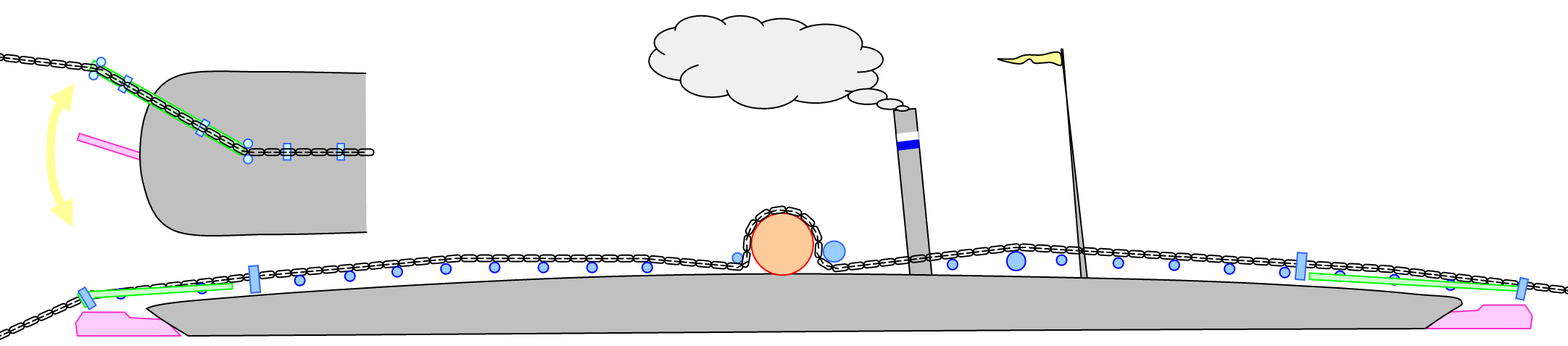
Schematische Darstellung des Kettenverlaufs bei einem bayerischen Kettenschiff: Ausleger (Grün), Ruder (Lila), Führungsrollen (Blau), Kettenantrieb (Kettengreifrad; Orange)

## Steuerung und Navigation

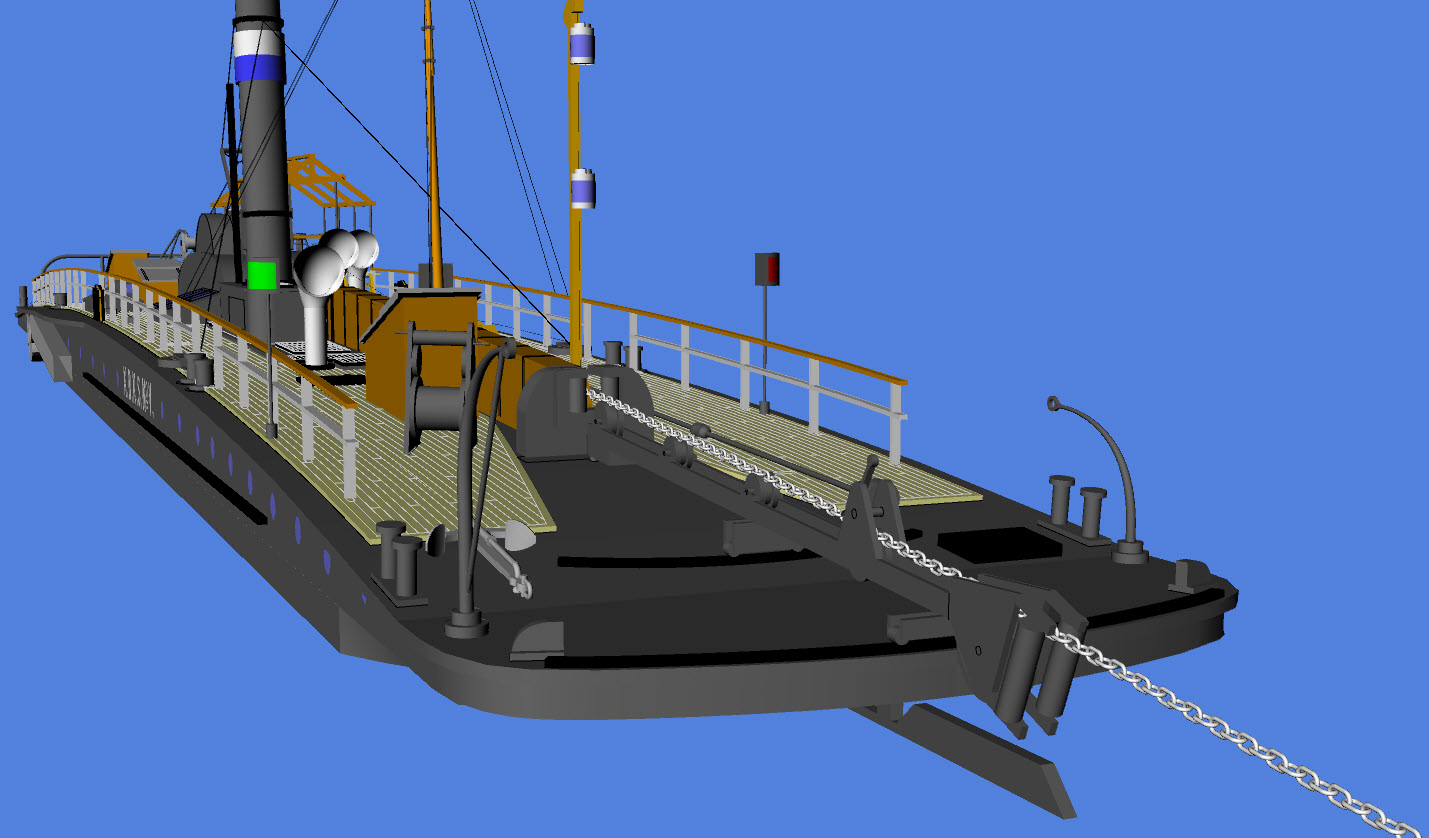
Frontansicht eines Kettenschleppers mit Ausleger

Bei der Kettenschifffahrt lag die Kette über weite Strecken von mehreren hundert Kilometern nur ‚lose‘ im Flussbett. Allein das Eigengewicht der massiven Kette von etwa 15 Kilogramm pro Meter oder 15 Tonnen pro Kilometer und das natürliche Verhaken mit Sand und Steinen im Flussbett reichte als Gegenlager aus, damit sich der Kettenschlepper mit den angehängten Lastkähnen an der Kette entlangziehen konnte. Das Wasser trug das Gewicht der Schiffe, während die Kette nur die Vortriebskraft aufnehmen musste. Eine Verankerung der Kette erfolgte nur an den beiden äußersten Enden der Strecke, damit die Schiffe auch bis dorthin fahren konnten.
Ein Problem stellte eher die seitliche Verlegung der Kette dar. An Flussbiegungen besteht die Tendenz, die gekrümmt verlegte Kette immer weiter „gerade“ zu ziehen und damit weiter in Richtung Innenufer zu verschieben. Um dieses zu verhindern, waren die Kettenschiffe vorne und hinten mit großen, leistungsfähigen Steuerrudern versehen. Diese Ruder hatten zum Teil eine Länge von über vier Metern und wurden mit Hilfe an Deck befindlicher Steuerräder bedient.
An den Enden des Schiffes lief die Kette zur weiteren Führung über Ausleger, die weit über das Schiffsende hinausragten. Dieses verhinderte eine Kollision der Kette mit den langen Rudern. Die Ausleger waren beweglich gelagert und konnten über eine Handkurbel seitwärts geschwenkt werden. Dadurch konnte das Schiff schräg zur Kettenrichtung ausgerichtet werden. Auch dieses verbesserte die Möglichkeit, die Kette wieder in der Mitte des Flusses abzulegen.
Die Ausleger waren außerdem mit einer Kettenfangeinrichtung ausgerüstet, um bei einem Kettenbruch ein Ablaufen der Schleppkette zu verhindern. Konnte der Sperrhaken nicht schnell genug in die Kette eingehakt werden, lief die Kette ab und verschwand im Fluss. Sie musste dann mühselig mit einem Suchanker lokalisiert und geborgen werden.

## Kettenantrieb
Bei den Kettenschleppern der ersten Generation lief die Kette über an der Seite des Schiffes angebrachte Kettentrommeln. Bei sehr starker Strömung oder bei Problemen beim Anheben der Kette wegen Versandung oder durch Hindernisse am Flussgrund wie großen Steinen, konnte das Schiff deutlich schwanken und Schlagseite bekommen. Bei späteren Kettenschleppern war der Kettenantrieb daher immer in der Schiffsmitte angeordnet.

### Trommelwindwerk

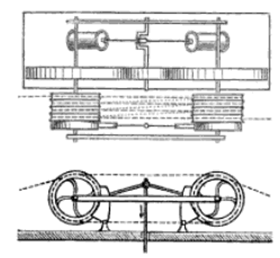
Trommelwindwerk (1866)

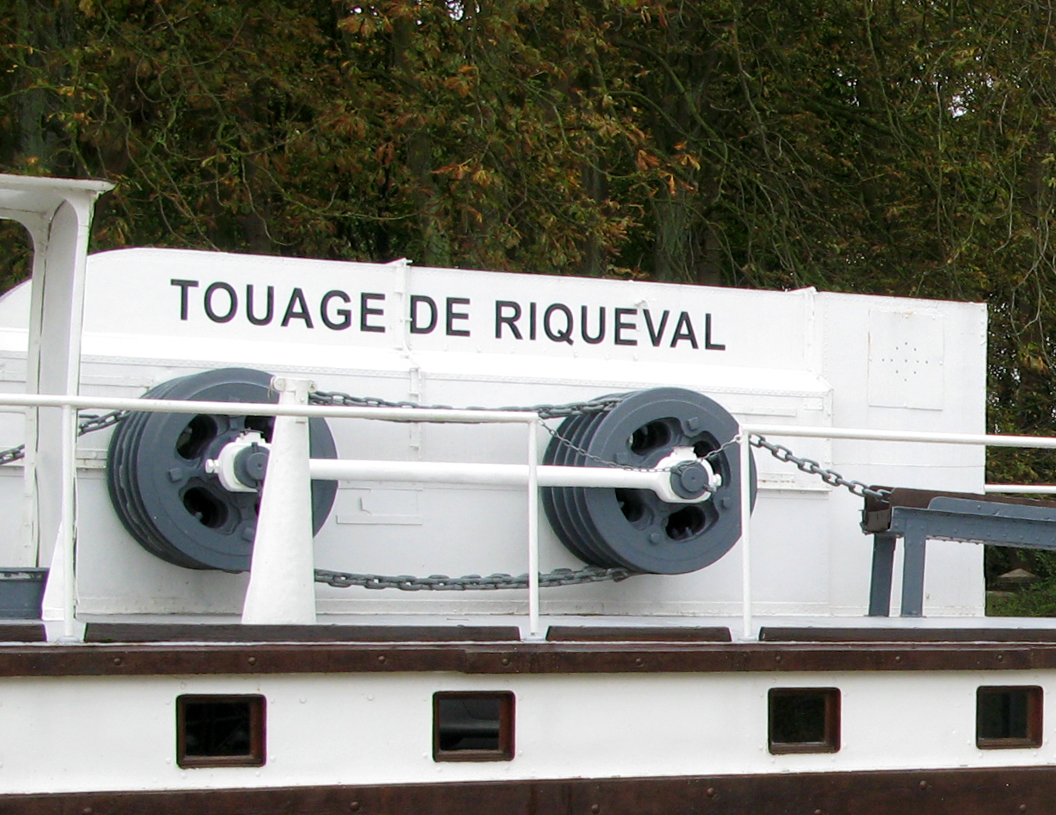
Trommelwindwerk eines französischen Kettenschiffs am Tunnel von Riqueval am Canal de Saint-Quentin (Musée du touage)

Die älteren Kettenschleppschiffe auf der Elbe, die Kettendampfer auf dem Neckar und die drei zur hessischen Mainkette AG gehörenden Kettenschleppschiffe auf dem Main nutzten ein Trommelwindwerk zur Kraftübertragung. Um die notwendige Haftung der Kette auf den Antriebstrommeln zu gewährleisten, war die Kette in der Mitte des Schiffes mehrfach um zwei hintereinander angeordnete Zugtrommeln gewickelt. Die Kette lief in vier bzw. fünf Rillen und wurde abwechselnd über die vordere und die hintere Zugrolle geführt.
Nachteil dieser Methode waren zahlreiche Kettbrüche. Diese entstanden nicht etwa durch eine Überlast an der Wegkette durch die Größe der Schleppzüge. Diesbezügliche Berechnungen ergaben, dass selbst bei einer Abnutzung der Kettenglieder auf die Hälfte des ursprünglichen Querschnitts diese Kraft nicht zu einem Bruch geführt hätte.
Vielmehr nutzte sich die vordere Zugtrommel durch Reibung jeweils stärker ab. Sobald aber die Durchmesser der beiden Trommeln ungleich waren, wickelte sich auf der hinteren Trommel mehr Kette auf, als bei der vorderen abgewickelt werden konnte. Hierdurch entstanden auf den Trommeln und zwischen ihnen Spannungen, die so groß werden konnten, dass die Kettenglieder dieser Zugbelastung nicht mehr standhalten konnten und die Bruchgrenze überschritten wurde.
Besonders problematisch wurde dieser Effekt, wenn sich die Kette in sich verdreht hatte, d. h. zum Kanten kam oder sich sogar ein Knoten gebildet hatte. Dadurch vergrößerte sich der Umwicklungsradius um bis zu 25 %, wobei schon bei 5 % die Elastizitätsgrenze der Kette erreicht war.
Die Übertragung der Schleppkraft von den Trommeln auf die Kette erfolgte nur durch Reibung. Bei Reifbildung oder Eis konnte die Kette durchrutschen. Hier behalf man sich mit heißem Wasser, das über die Trommeln gegossen wurde.
Ein weiteres Problem der Trommelwindwerke war die relativ große Kettenlänge von 30 bis 40 Meter, die durch die mehrfache Umwicklung der beiden Trommeln notwendig war. Wurde der Kettenschlepper nur für die Bergfahrt genutzt, so konnte diese Kettenmenge nicht einfach abgeworfen werden, da sonst nach einer gewissen Betriebszeit die gesamte Kette oberhalb der eigentlichen Betriebsstrecke aufgehäuft läge und am Anfang fehlen würde. Diesen Übelstand versuchte man dadurch zu begegnen, dass der Kettenschlepper bei der Talfahrt immer ein entsprechendes Kettenstück talwärts mitnahm und am Anfang der Kette wieder einfügte. Dadurch ergab sich ein kontinuierliches Wandern der Kette, das eine Kontrolle der Abnutzung in besonders gefährdeten Flussabschnitten wie Stromschnellen schwierig machte. Insbesondere wanderten bewusst eingesetzte, verstärkte Kettenabschnitte immer weiter bergwärts. Auch ein Abwerfen der Kette bei der Begegnung zweier an der Kette fahrender Kettenschiffe war durch das mehrfache Umschlingen der beiden Trommeln relativ schwierig.
Viele der Kettendampfer ohne eigenen Zusatzantrieb besaßen für die Berg- und die Talfahrt eine unterschiedliche Übersetzung. Für die Bergfahrt war diese auf hohe Zugkraft ausgelegt, während bei der Talfahrt eine höhere Geschwindigkeit erzielt werden konnte.

### Kettengreifrad

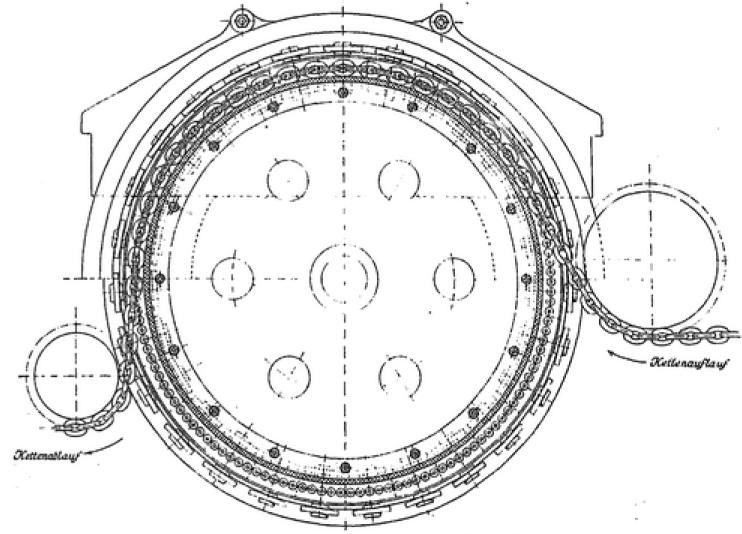
Abb. 1: Verlauf der Kette am Kettengreifrad

Das Kettengreifrad (auch „Kettengreifrad nach Bellingrath“ genannt) wurde im Mai 1892 von Ewald Bellingrath, dem Generaldirektor der Deutschen Elbschifffahrtsgesellschaft „Kette“ in Übigau konstruiert, um das Problem der dauernden Kettenbrüche zu vermeiden. Dieses Prinzip fand Verwendung bei verschiedenen Kettenschiffen auf der Elbe sowie bei den insgesamt acht Kettenschiffen der Königlich Bayerischen Kettenschifffahrtsgesellschaft auf dem Main.
Die Idee des Mechanismus war, zum eigentlichen Antrieb nur eine Trommel beziehungsweise ein Rad zu verwenden und die Kette nicht mehrfach herumzuwickeln, sondern nur teilweise zu umschlingen (Abbildung 1). Die Konstruktion sollte die Kette sicher erfassen, ohne dass diese anfing zu rutschen. Dieses sollte auch bei wechselnder Stärke der Kette sowie unterschiedlicher Länge der einzelnen Kettenglieder und unabhängig von deren Lage (z. B. schräger oder hochkantiger Lagerung) funktionieren. Selbst gegenüber einer vorkommenden Knotenbildung in der Kette sollte die Konstruktion ohne Fehler reagieren.
Die Kette war im Antriebsbereich über viele seitliche Stifte (Greifvorrichtung) fixiert, die als bewegliche Teile links und rechts in die Kette einhakten (Abbildung 2). Kritiker befürchteten zunächst, dass die vielen bewegten Einzelteile der „Greifvorrichtung“ rasch abgenutzt werden könnten. Diese Befürchtung konnte jedoch in einem dreijährigen Versuch (angefangen im Mai 1892) widerlegt werden. Durch die Verwendung der „Greifvorrichtung“ konnte im Gegenteil die Kraftübertragung verbessert werden, so dass mehr Schiffe in einem Schleppverband transportiert werden konnten. Als Konsequenz wurden sämtliche Neubauten von Kettenschleppschiffen der Gesellschaft Kette in Übigau mit Greifrädern ausgestattet.
Zumindest bei den Kettenschiffen auf dem Main wurden die Kettengreifräder ab 1924 wieder durch Trommelwindwerke ersetzt, da erstere zu störanfällig waren.

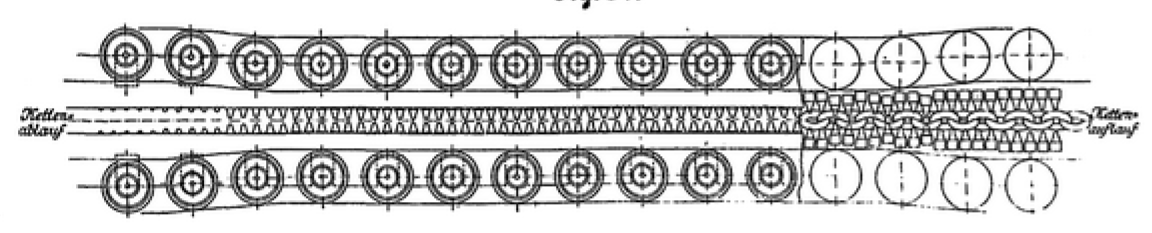
Abb. 2 Fixierung der Kette durch Greifvorrichtung

Elektromagnetische Trommel nach Bovet

### Elektromagnetische Trommel
Ein anderer Ansatz, das Ausmaß an Kettenbrüchen und das Wandern der Kette zu reduzieren, stammt aus Frankreich und wurde ab November 1892 auf der unteren Seine bei Paris eingesetzt. Der Erfinder de Bovet entwickelte eine Technik, um die Reibung der Kette auf der Antriebstrommel durch magnetische Kräfte zu erhöhen. Auch hier liegt die Kette nur mit einer dreiviertel Umwindung an der Zugrolle an. Die Fixierung der Kette auf der Zugrolle erfolgte durch magnetische Kräfte, hervorgerufen durch Elektromagnete, die in der Zugrolle eingebaut waren. Den dafür notwendigen Strom generierte ein durch einen eigenen Motor angetriebener ca. 3-PS-Dynamo.
Die Magnetkraft reichte trotz geringer Umschlingung der Zugrolle bei einem Versuch mit einer alten, 9 kg pro Meter schweren Kette aus, um eine Haltekraft von rund 6000 kg zu erzeugen.

## Zusätzliche Antriebe
Neben dem Kettenantrieb besaßen die meisten der später gebauten Kettenschiffe einen zusätzlichen Antrieb. Dieser erlaubte die Fortbewegung der Schiffe auch ohne Kette, was vor allem während der Talfahrt genutzt wurde. Die talwärtige Fahrzeit reduzierte sich durch höhere Fahrgeschwindigkeiten und den Wegfall der zeitraubenden und komplizierten Begegnung zwischen bergwärts und talwärts an der gleichen Kette fahrenden Schiffen. Zusätzlich wurde die Kette geschont.

### Wasserturbinen

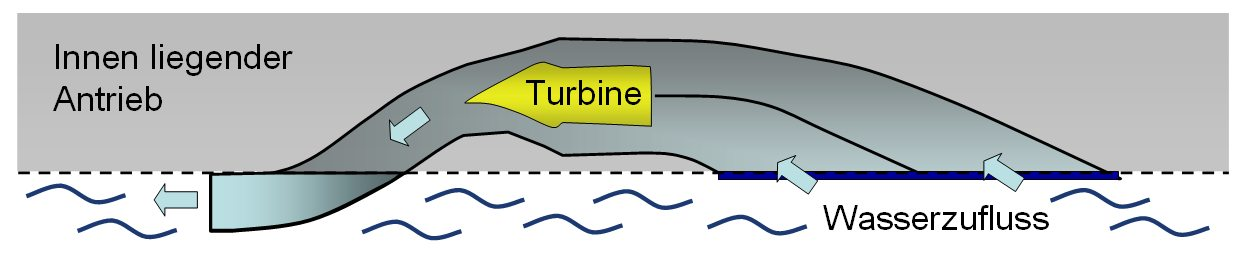
Wasserturbine nach Zeuner (Aufsicht)

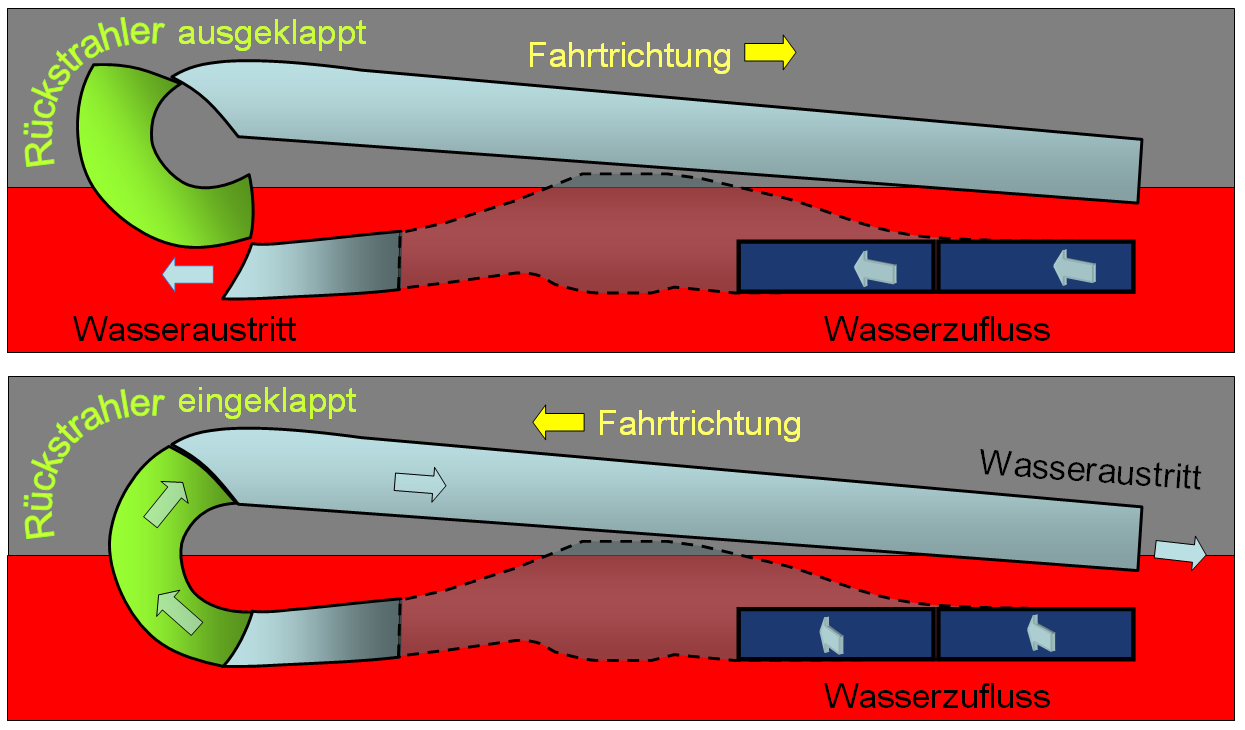
Wasserturbine nach Zeuner (Seitenansicht), der rote Bereich stellt den Unterwasserbereich dar. Wasserführung für Vorwärts- (oben) und Rückwärtsfahrt (unten)

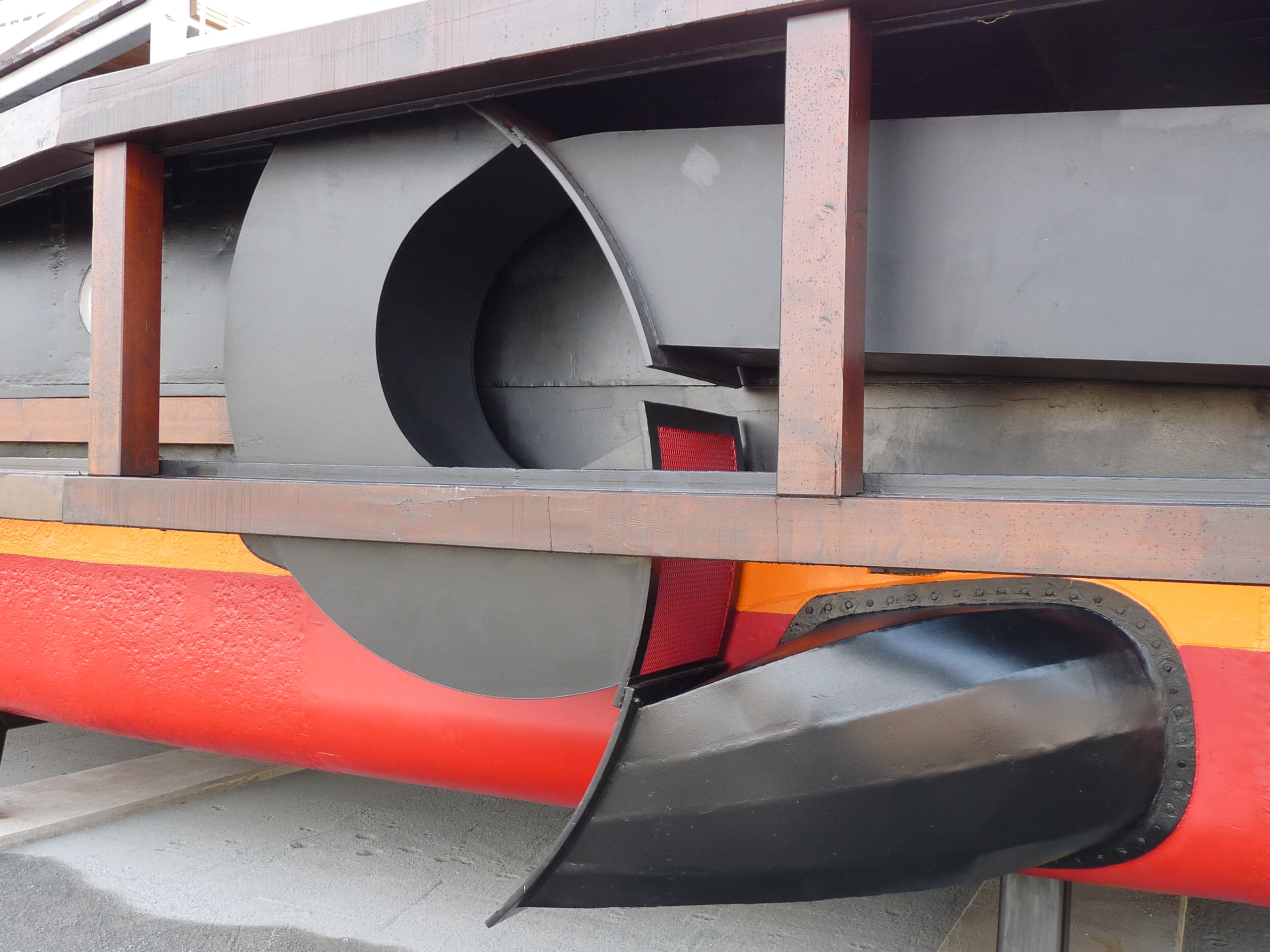
Austrittsöffnung des Wasserstrahlantriebes an der Backbordseite des Kettendampfers Gustav Zeuner

Ab 1892 wurden bei Kettenschiffen auf der Elbe Wasserturbinen nach Zeuner eingesetzt. Sie sind ein Vorläufer des heutigen Wasserstrahlantriebs. Neben der schnelleren Talfahrt ermöglichte der zusätzliche Antrieb aber auch Richtungskorrekturen während der Fahrt an der Kette und erleichterte Wendemanöver. Kettenschiffe mit Wasserturbinen waren bei einigen Kettenschiffen der Elbe und bei den bayerischen Kettenschiffen auf dem Main im Einsatz.
Das Wasser wird über zwei rechteckige Einlassöffnungen in der Seitenwand des Kettendampfers angesaugt. Es strömt dann durch die im Inneren des Schiffrumpfes befindliche Turbine. Die Turbine beschleunigt das Wasser und drückt es durch die nach hinten weisenden Wasseraustrittsöffnungen in der seitlichen Schiffswand. Das ausströmende Wasser treibt das Schiff vorwärts (oberes Bild der Seitenansicht). Zum Wechseln der Fahrtrichtung wird der Umlenkbogen (Rückstrahler) eingeschwenkt und so das Wasser in die entgegengesetzte Richtung umgeleitet (unteres Bild der Seitenansicht). Die Pumprichtung der Turbine bleibt hingegen immer gleich.
Jeder Kettendampfer war mit zwei dieser Wasserturbinen ausgestattet, die sich an Backbord- und Steuerbordseite befanden. Bei einem Wendemanöver strahlte das Wasser auf einer Seite vorwärts und auf der gegenüber liegenden Schiffsseite rückwärts und sorgte so für die Drehung des Schiffes.

### Schaufelrad- und Schraubenantrieb
Aufgrund der starken Strömung der Donau konnten hier die Kettenschiffe talwärts nicht an der Kette fahren. Sollte der Kettenschlepper gezwungen werden plötzlich zu halten (zum Beispiel durch einen Kettenbruch), so war die Gefahr groß, dass hintere Schiffe auf die vorderen auffuhren und es so zu einer Havarie kam. Sie hatten daher als zusätzlichen Antrieb für die Talfahrt große seitliche Schaufelräder, die von Dampfmaschinen mit einer Leistung von bis zu 300–400 PS angetrieben wurden.
Als dritte Art des Zusatzantriebs ist der Schraubenantrieb zu nennen. Diese Art des Zusatzantriebs wurde zum Teil auf der Donau zur Talfahrt eingesetzt, um auch in dieser Richtung den Schleppbetrieb zu ermöglichen.